# Prolom
Prolom (en ucraïnès i rus: Пролом) és un poble de la República Autònoma de Crimea, a Ucraïna, que el 2014 tenia 177 habitants. Pertany al districte de Bilogorsk.